# Рославльский историко-художественный музей
Рославльский историко-художественный музей — музей, расположенный в городе Рославль, один из крупнейших в Смоленской области.

## История
В 1918 году краеведом, археологом и коллекционером Сергеем Михайловичем Соколовским (1860-1927) было создано "Общество изучения края", ставившее своей задачей исследование Рославльского уезда в естественно-историческом, сельскохозяйственном и общественно-экономическом отношениях и создание в городе музея. Для этих целей Рославльский Уисполком выделил двухэтажный реквизированный особняк (ныне г. Рославль, ул. Б.Смоленская, 28) и назначил С. М. Соколовского заведующим естественно-исторического музея (или Природы и истории края). Два года экспозиция была недоступна для посетителей из-за отсутствия музейного оборудования.
Открытие для посетителей произошло 7 ноября 1920 года и было приурочено к празднованию третьей годовщины Октябрьской революции.
В основу музея легли частные коллекции С. М. Соколовского по минералогии и археологии, собранные им в течение 25 лет (с 1902 по 1927 гг.) в верховьях р. Ипути, на берегах Остра, Стомети, Вороницы, частично Десны, а также вывезенные из опустевших помещичьих усадеб произведения искусства и предметы быта, представлявшие историческую и культурную ценность. Первоначально в музее было семь отделов – минералогический, археологический, палеонтологический, зоологический, этнографический, нумизматический и художественный, а также библиотеке, в которой насчитывалось около 1000 томов. 
С.М. Соколовский возглавлял музей вплоть до своей кончины в 1927 г. После смерти Соколовского музею было присвоено его имя.
Новым заведующим музеем был назначен сын Сергея Михайловича Б.С.Соколовский, который до этого работал научным сотрудником.
Летом 1927 г. музей перевели в здание, в котором он расположен в настоящее время.
В предвоенные годы в фондах хранилось свыше шести тысяч экспонатов, более полутора тысяч книг.
Во время Великой Отечественной войны коллекции были утрачены.
Вновь музей был открыт в 20 октября 1962 года. 
С 1977 по 1990 гг. он являлся филиалом Смоленского исторического и архитектурно-художественного музея-заповедника.
В 1985 году музей открыл свой Выставочный зал.

## Описание
Музей является хранилищем археологических, этнографических, мемориальных и изобразительных материалов и предметов, связанных с историей и культурой Смоленской области. Принцип построения экспозиции — хронологический, начиная с периода неолита и заканчивая началом 1950-х годов.
Коллекция — результат раскопок курганов и городищ в границах бывшего Рославльского уезда, археологические материалы раскопок на городищах XII века Осовик и Бурцева гора. Коллекция быта и этнографии включает в себя большое собрание крестьянской одежды конца XIX — нач. XX вв. юга Смоленской губернии.
В настоящее время музей занимает два здания, в которых размещаются два отдела: исторический и художественный. Постоянная экспозиция размещена в двухэтажном особняке, памятнике архитектуры середины XIX в. Выставочный зал, открытый в 1985 году, располагался в помещении бывшей Казанско-Пятницкой церкви по 2006 г., в настоящее время располагается в здании Дома культуры.
Художественный отдел представлен работами земляков-художников (А. Е. Рокачевский, М. О. Микешин, С. Т. Коненков, Ф. С. Шурпин) и советских авторов.

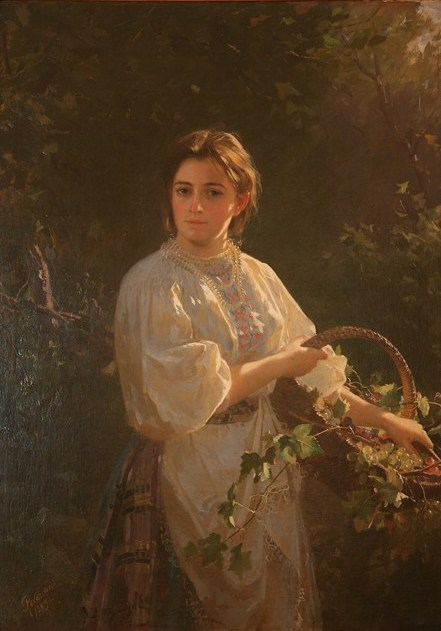
В своём саду. Портрет дочери. 1889. Художник А. Е. Рокачевский.
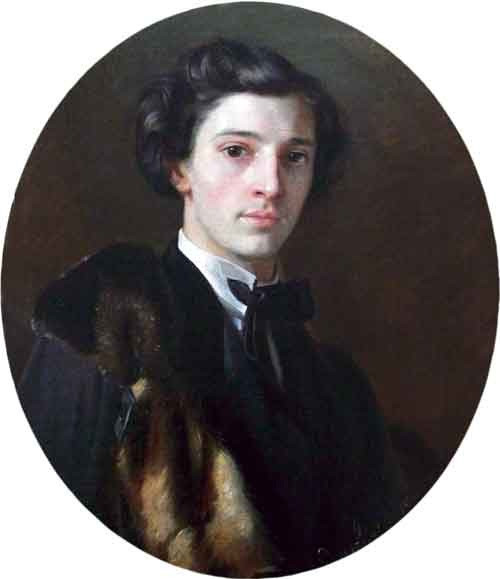
Портрет художника и скульптора Михаила Осиповича Микешина. 1854. Художник А. Е. Рокачевский.

В нескольких залах музея развернута экспозиция «Край в период Второй Мировой войны 1939—1945 гг.». Здесь представлены фронтовые газеты, трофеи, воспоминания и письма непосредственных участников войны. Подборку фотографий с видами оккупированного Рославля передал из своей личной коллекции швейцарец Эрнст Гербер, служивший санитаром в составе добровольческой миссии Красного креста на Восточном фронте.

## Здание постоянной экспозиции
Здание выстроено на склоне рельефа местности, поэтому его восточный и северный фасады двухэтажные а обращенный к Московско-Варшавскому шоссе — одноэтажный. Первый этаж частично врезан в землю. Здание  построено в стиле псевдоготики в 1850 г. в связи со строительством шоссе. Окна первого этажа полуциркульные, окна второго этажа — стрельчатые. До революции в здании размещалась гостиница первого класса.
В XIX веке тут располагалась гостиница I класса, где не раз останавливался русский поэт Тютчев по дороге в свое имение Овстуг, недалеко от уездного города Брянска. Это подтверждено датировкой трёх стихотворений: "Вот от моря и до моря", "Эти бедные селенья" написаны в Рославле 13 августа 1855 года, а одно "Как неожиданно и ярко" относится к 1865 году.
В начале XX века особняк перешел в частные руки. На первом этаже размещалась шляпная мастерская купца Артемьева, второй этаж занимало шестиклассное городское училище. Перед Великой Отечественной войной здание передали городскому музею.